# Ящуржинский, Хрисанф Петрович
Хрисанф Петрович Ящуржинский (19 [31] марта 1852, Молодецкое, Киевская губерния — 1923) — российский педагог, этнограф и археолог.

## Биография
Хрисанф Ящуржинский родился 19 (31) марта 1852 года в селе Молодецкое Уманского уезда Киевской губернии в семье священника Петра Григорьевича Ящуржинского.
Хрисанф Ящуржинский учился в киевском и варшавском университетах на славяно-русском отделении историко-филологического факультета.
Педагогическую деятельность начал в Крыму: сначала преподавал в Керченском-Кушниковском женском институте, затем — в Симферопольской мужской гимназии. Преподавательскую деятельность совмещал с научной, собирал фольклорный материал, сотрудничал с журналом «Киевская старина». Принимал участие в работе Таврической учёной архивной комиссии. Состоял
Впоследствии переехал в Одессу, где работал учителем русского языка в одесском институте имени императора Николая I и женской гимназии. Был избран членом Одесского общества истории и древностей. Также состоял членом Киевского общества охраны памятников старины и искусства.
Выйдя на пенсию, оставил Одессу и в 1911 году перебрался в село Молодецкое. Там он продолжал фольклорно-этнографические исследования. В 1913 году издал исторический труд «Город Умань. Краткий исторический очерк».
Хрисанф Петрович Ящуржинский умер в 1923 году.